# Babette Mangolte
Babette Mangolte va néixer a Montmorot (França) el 1941. Tot i que va ser una de les primeres dones acceptades en el programa d'estudis de l'École Nationale de Photographie et de Cinématographie el 1964, el panorama parisenc se li va fer petit i es va traslladar a Nova York, on viu i treballa des del 1970.
Molt implicada en l'escena artística del downtown novaiorquès, va documentar fotogràficament performances d'artistes i ballarins, com ara Marina Abramović, Trisha Brown i Philip Glass. Va treballar amb Chantal Akerman i Yvonne Rainer com a directora de fotografia fins que va començar a produir les seves pròpies pel·lícules (la primera el 1975). Ha treballat també amb Richard Foreman, Robert Rauschenberg, Michael Snow i Robert Whitman. El seu cinema experimental i no narratiu s'ha projectat en festivals d'arreu del món i se li han dedicat diverses retrospectives.

## Obres destacades
- The Camera: Je or La Camera: I. Mèdia, 1977[2]
- Trisha Brown WATERMOTOR. Mèdia, 1978[3]